# Lista procesorów Athlon 64

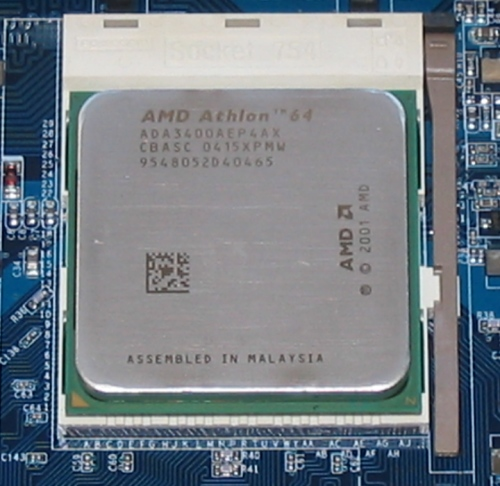
Athlon64 3400+ Newcastle s754

Procesory Athlon 64, FX oraz Opteron posiadają zintegrowany kontroler pamięci, zastępujący tradycyjny kontroler w chipsecie (mostku północnym). Kontroler pamięci działa z tą samą częstotliwością co procesor i może obsługiwać pamięć systemową przy częstotliwości 200 MHz (efektywne 400 MHz z użyciem pamięci DDR) lub przy niższych częstotliwościach (gdy stosowane są wolniejsze pamięci DDR200, DDR266 lub DDR333). Pomiędzy procesorem a chipsetem stosowana jest magistrala HyperTransport.

## Procesory typu desktop

### Athlon 64

#### "ClawHammer" (130nmSOI, C0 i CG)
Wszystkie modele wspierają: MMX, SSE, SSE2, Enhanced 3DNow!, NX bit, AMD64, Cool'n'Quiet.
| Model (Rewizja)      | Częstotliwość | Cache L1/L2 | Częstotliwość HT nominalna/efektywna | Mnożnik | TDP  | Napięcie | Gniazdo    | Oznaczenie    |
| -------------------- | ------------- | ----------- | ------------------------------------ | ------- | ---- | -------- | ---------- | ------------- |
| Athlon 64 2800+ (C0) | 1800 MHz      | 128/512 KB  | 800/1600 MHz                         | 9       | 89 W | 1,50 V   | Socket 754 | ADA2800AEP4AP |
| Athlon 64 2800+ (CG) | 1800 MHz      | 128/512 KB  | 800/1600 MHz                         | 9       | 89 W | 1,50 V   | Socket 754 | ADA2800AEP4AR |
| Athlon 64 3000+ (C0) | 2000 MHz      | 128/512 KB  | 800/1600 MHz                         | 10      | 89 W | 1,50 V   | Socket 754 | ADA3000AEP4AP |
| Athlon 64 3000+ (CG) | 2000 MHz      | 128/512 KB  | 800/1600 MHz                         | 10      | 89 W | 1,50 V   | Socket 754 | ADA3000AEP4AR |
| Athlon 64 3200+ (C0) | 2000 MHz      | 128/1024 KB | 800/1600 MHz                         | 10      | 89 W | 1,50 V   | Socket 754 | ADA3200AEP5AP |
| Athlon 64 3200+ (CG) | 2000 MHz      | 128/1024 KB | 800/1600 MHz                         | 10      | 89 W | 1,50 V   | Socket 754 | ADA3200AEP5AR |
| Athlon 64 3400+ (C0) | 2200 MHz      | 128/1024 KB | 800/1600 MHz                         | 11      | 89 W | 1,50 V   | Socket 754 | ADA3400AEP5AP |
| Athlon 64 3400+ (CG) | 2200 MHz      | 128/1024 KB | 800/1600 MHz                         | 11      | 89 W | 1,50 V   | Socket 754 | ADA3400AEP5AP |
| Athlon 64 3400+ (CG) | 2400 MHz      | 128/512 KB  | 800/1600 MHz                         | 12      | 89 W | 1,50 V   | Socket 754 | ADA3400AEP4AR |
| Athlon 64 3500+ (CG) | 2200 MHz      | 128/512 KB  | 1000/2000 MHz                        | 11      | 89 W | 1,50 V   | Socket 939 | ADA3500DEP4AS |
| Athlon 64 3700+ (CG) | 2400 MHz      | 128/1024 KB | 800/1600 MHz                         | 12      | 89 W | 1,50 V   | Socket 754 | ADA3700AEP5AR |
| Athlon 64 4000+ (CG) | 2400 MHz      | 128/1024 KB | 1000/2000 MHz                        | 12      | 89 W | 1,50 V   | Socket 939 | ADA4000DEP5AS |
| Athlon 64 4000+ (CG) | 2600 MHz      | 128/512 KB  | 1000/2000 MHz                        | 13      | 89 W | 1,50 V   | Socket 939 | ADA4000DEP4AS |

#### "NewCastle" (130nmSOI, CG)
Wszystkie modele wspierają: MMX, SSE, SSE2, Enhanced 3DNow!, NX bit, AMD64, Cool'n'Quiet.
| Model (Rewizja)      | Częstotliwość | Cache L1/L2 | Częstotliwość HT nominalna/efektywna | Mnożnik | TDP  | Napięcie | Gniazdo    | Oznaczenie     |
| -------------------- | ------------- | ----------- | ------------------------------------ | ------- | ---- | -------- | ---------- | -------------- |
| Athlon 64 2800+ (CG) | 1800 MHz      | 128/512 KB  | 800/1600 MHz                         | 9       | 89 W | 1,50 V   | Socket 754 | ADA2800AEP4AX  |
| Athlon 64 3000+ (CG) | 1800 MHz      | 128/512 KB  | 1000/2000 MHz                        | 9       | 89 W | 1,50 V   | Socket 939 | ADA3000DEP4AW  |
| Athlon 64 3000+ (CG) | 2000 MHz      | 128/512 KB  | 800/1600 MHz                         | 10      | 89 W | 1,50 V   | Socket 754 | ADA3000AEP4AX  |
| Athlon 64 3200+ (CG) | 2000 MHz      | 128/512 KB  | 1000/2000 MHz                        | 10      | 89 W | 1,50 V   | Socket 939 | ADA3200DEP4AW  |
| Athlon 64 3200+ (CG) | 2200 MHz      | 128/512 KB  | 800/1600 MHz                         | 11      | 89 W | 1,50 V   | Socket 754 | ADA3200AEP4AX  |
| Athlon 64 3300+ (CG) | 2400 MHz      | 128/256 KB  | 800/1600 MHz                         | 12      | 89 W | 1,50 V   | Socket 754 | ADA3300AEP3AX  |
| Athlon 64 3400+ (CG) | 2200 MHz      | 128/512 KB  | 800/1600 MHz                         | 11      | 89 W | 1,50 V   | Socket 939 | CADA3400DEP4AZ |
| Athlon 64 3400+ (CG) | 2400 MHz      | 128/512 KB  | 800/1600 MHz                         | 12      | 89 W | 1,50 V   | Socket 754 | ADA3400AEP4AX  |
| Athlon 64 3500+ (CG) | 2200 MHz      | 128/512 KB  | 1000/2000 MHz                        | 11      | 89 W | 1,50 V   | Socket 939 | ADA3500DEP4AW  |
| Athlon 64 3800+ (CG) | 2400 MHz      | 128/512 KB  | 1000/2000 MHz                        | 12      | 89 W | 1,50 V   | Socket 939 | ADA3800DEP4AW  |

#### "Winchester" (90nmSOI, D0)
Wszystkie modele wspierają: MMX, SSE, SSE2, Enhanced 3DNow!, NX bit, AMD64, Cool'n'Quiet.
| Model (Rewizja)      | Częstotliwość | Cache L1/L2 | Częstotliwość HT nominalna/efektywna | Mnożnik | TDP  | Napięcie | Gniazdo    | Oznaczenie    |
| -------------------- | ------------- | ----------- | ------------------------------------ | ------- | ---- | -------- | ---------- | ------------- |
| Athlon 64 3000+ (D0) | 1800 MHz      | 128/512 KB  | 1000/2000 MHz                        | 9       | 67 W | 1,40 V   | Socket 939 | ADA3000DIK4BI |
| Athlon 64 3200+ (D0) | 2000 MHz      | 128/512 KB  | 1000/2000 MHz                        | 10      | 67 W | 1,40 V   | Socket 939 | ADA3200DIK4BI |
| Athlon 64 3500+ (D0) | 2200 MHz      | 128/512 KB  | 1000/2000 MHz                        | 11      | 67 W | 1,40 V   | Socket 939 | ADA3500DIK4BI |

#### "Venice" (90nmSOI, E3 i E6)
Wszystkie modele wspierają: MMX, SSE, SSE2, SSE3, Enhanced 3DNow!, NX bit,
AMD64, Cool'n'Quiet.
| Model (Rewizja)      | Częstotliwość | Cache L1/L2 | Częstotliwość HT nominalna/efektywna | Mnożnik | TDP  | Napięcie    | Gniazdo    | Data wprowadzenia | Oznaczenie    |
| -------------------- | ------------- | ----------- | ------------------------------------ | ------- | ---- | ----------- | ---------- | ----------------- | ------------- |
| Athlon 64 1500+ (E6) | 1000 MHz      | 128/512 KB  | 1000/2000 MHz                        | 5       |      |             | Socket 939 | 7 listopada 2005  |               |
| Athlon 64 3000+ (E3) | 1800 MHz      | 128/512 KB  | 1000/2000 MHz                        | 9       | 67 W | 1,35/1,40 V | Socket 939 | 4 kwietnia 2005   | ADA3000DAA4BP |
| Athlon 64 3000+ (E6) | 1800 MHz      | 128/512 KB  | 1000/2000 MHz                        | 9       | 67 W | 1,35/1,40 V | Socket 939 | 4 kwietnia 2005   | ADA3000DAA4BW |
| Athlon 64 3000+ (E6) | 2000 MHz      | 128/512 KB  | 800/1600 MHz                         | 10      | 51 W | 1,40 V      | Socket 754 | 4 kwietnia 2005   | ADA3000AIK4BX |
| Athlon 64 3200+ (E3) | 2000 MHz      | 512 KB      | 1000/2000 MHz                        | 10      | 67 W | 1,35/1,40 V | Socket 939 | 4 kwietnia 2005   | ADA3200DAA4BP |
| Athlon 64 3200+ (E6) | 2000 MHz      | 512 KB      | 1000 MHz                             | 10      | 67 W | 1,35/1,40 V | Socket 939 | 4 kwietnia 2005   | ADA3200DAA4BW |
| Athlon 64 3200+ (E6) | 2200 MHz      | 128/512 KB  | 800/1600 MHz                         | 11      | 59 W | 1,40 V      | Socket 754 | 4 kwietnia 2005   | ADA3200AI04BX |
| Athlon 64 3400+ (E3) | 2200 MHz      | 128/512 KB  | 800/1600 MHz                         | 11      | 67 W | 1,35/1,40 V | Socket 939 | 4 kwietnia 2005   | ADA3400DAA4BZ |
| Athlon 64 3400+ (E6) | 2200 MHz      | 128/512 KB  | 800/1600 MHz                         | 11      | 67 W | 1,35/1,40 V | Socket 939 | 4 kwietnia 2005   | ADA3400DAA4BY |
| Athlon 64 3400+ (E6) | 2400 MHz      | 128/512 KB  | 800/1600 MHz                         | 12      | 67 W | 1,40 V      | Socket 754 | 4 kwietnia 2005   | ADA3400AIK4BO |
| Athlon 64 3500+ (E3) | 2200 MHz      | 128/512 KB  | 1000/2000 MHz                        | 11      | 67 W | 1,35/1,40 V | Socket 939 | 4 kwietnia 2005   | ADA3500DAA4BP |
| Athlon 64 3500+ (E6) | 2200 MHz      | 128/512 KB  | 1000/2000 MHz                        | 11      | 67 W | 1,35/1,40 V | Socket 939 | 4 kwietnia 2005   | ADA3500DAA4BW |
| Athlon 64 3800+ (E3) | 2400 MHz      | 128/512 KB  | 1000/2000 MHz                        | 12      | 89 W | 1,35/1,40 V | Socket 939 | 4 kwietnia 2005   | ADA3800DAA4BP |
| Athlon 64 3800+ (E6) | 2400 MHz      | 128/512 KB  | 1000/2000 MHz                        | 12      | 89 W | 1,35/1,40 V | Socket 939 | 4 kwietnia 2005   | ADA3800DAA4BW |

#### "Manchester" (90nmSOI, E4)
Wszystkie modele wspierają: MMX, SSE, SSE2, SSE3, Enhanced 3DNow!, NX bit,
AMD64, Cool'n'Quiet.
| Model (Rewizja)      | Częstotliwość | Cache L1/L2 | Częstotliwość HT nominalna/efektywna | Mnożnik | TDP  | Napięcie | Gniazdo    | Data wprowadzenia | Oznaczenie    |
| -------------------- | ------------- | ----------- | ------------------------------------ | ------- | ---- | -------- | ---------- | ----------------- | ------------- |
| Athlon 64 3200+ (E4) | 2000 MHz      | 128/512 KB  | 1000/2000 MHz                        | 10      | 67 W | 1,35 V   | Socket 939 | 31 maja 2005      | ADA3200DKA4CG |
| Athlon 64 3500+ (E4) | 2200 MHz      | 128/512 KB  | 1000/2000 MHz                        | 11      | 67 W | 1,35 V   | Socket 939 | 31 maja 2005      | ADA3500DKA4CG |

#### "San Diego" (90nmSOI, E4 i E6)
Wszystkie modele wspierają: MMX, SSE, SSE2, SSE3, Enhanced 3DNow!, NX bit,
AMD64, Cool'n'Quiet.
| Model (Rewizja)      | Częstotliwość | Cache L1/L2 | Częstotliwość HT nominalna/efektywna | Mnożnik | TDP  | Napięcie    | Gniazdo    | Data wprowadzenia | Oznaczenie    |
| -------------------- | ------------- | ----------- | ------------------------------------ | ------- | ---- | ----------- | ---------- | ----------------- | ------------- |
| Athlon 64 3500+ (E4) | 2200 MHz      | 128/512 KB  | 1000/2000 MHz                        | 11      | 67 W | 1,35/1,40 V | Socket 939 | 4 maja 2005       | ADA3500DAA4BN |
| Athlon 64 3700+ (E4) | 2200 MHz      | 128/1024 KB | 1000/2000 MHz                        | 11      | 89 W | 1,35/1,40 V | Socket 939 | 4 maja 2005       | ADA3700DAA5BN |
| Athlon 64 3700+ (E6) | 2200 MHz      | 128/1024 KB | 1000/2000 MHz                        | 11      | 89 W | 1,35 V      | Socket 939 |                   | ADA3700DKA5CF |
| Athlon 64 4000+ (E4) | 2400 MHz      | 128/1024 KB | 1000/2000 MHz                        | 12      | 89 W | 1,35/1,40 V | Socket 939 | 4 maja 2005       | ADA4000DAA5BN |
| Athlon 64 4000+ (E6) | 2400 MHz      | 128/1024 KB | 1000/2000 MHz                        | 12      | 89 W | 1,35 V      | Socket 939 |                   | ADA4000DKA5CF |

#### "Orleans" (90nmSOI, F2 i F3)
Wszystkie modele wspierają: MMX, SSE, SSE2, SSE3, Enhanced 3DNow!, NX bit,
AMD64, Cool'n'Quiet, AMD Virtualization.
| Model (Rewizja)      | Częstotliwość | Cache L1/L2 | Częstotliwość HT nominalna/efektywna | Mnożnik | TDP  | Napięcie    | Gniazdo    | Data wprowadzenia | Oznaczenie    |
| -------------------- | ------------- | ----------- | ------------------------------------ | ------- | ---- | ----------- | ---------- | ----------------- | ------------- |
| Athlon 64 3000+ (F2) | 1800 MHz      | 128/512 KB  | 1000/2000 MHz                        | 9       | 62 W | 1,35-1,40 V | Socket AM2 | 23 maja 2006      | ADA3000IAA4CN |
| Athlon 64 3000+ (F3) | 1800 MHz      | 128/512 KB  | 1000/2000 MHz                        | 9       | 62 W | 1,35-1,40 V | Socket AM2 | 23 maja 2006      | ADA3000IAA4CW |
| Athlon 64 3200+ (F2) | 2000 MHz      | 128/512 KB  | 1000/2000 MHz                        | 10      | 62 W | 1,35-1,40 V | Socket AM2 | 23 maja 2006      | ADA3200IAA4CN |
| Athlon 64 3200+ (F3) | 2000 MHz      | 128/512 KB  | 1000/2000 MHz                        | 10      | 62 W | 1,35-1,40 V | Socket AM2 | 23 maja 2006      | ADA3200IAA4CW |
| Athlon 64 3500+ (F2) | 2200 MHz      | 128/512 KB  | 1000/2000 MHz                        | 11      | 62 W | 1,25-1,40 V | Socket AM2 | 23 maja 2006      | ADA3500IAA4CN |
| Athlon 64 3500+ (F3) | 2200 MHz      | 128/512 KB  | 1000/2000 MHz                        | 11      | 62 W | 1,25-1,40 V | Socket AM2 | 23 maja 2006      | ADA3500IAA4CW |
| Athlon 64 3500+ (F3) | 2200 MHz      | 128/512 KB  | 1000/2000 MHz                        | 11      | 62 W | 1,25-1,40 V | Socket AM2 | 20 lutego 2007    | ADA3500IAA4DH |
| Athlon 64 3800+ (F2) | 2400 MHz      | 128/512 KB  | 1000/2000 MHz                        | 12      | 62 W | 1,25-1,40 V | Socket AM2 | 23 maja 2006      | ADA3800IAA4CN |
| Athlon 64 3800+ (F3) | 2400 MHz      | 128/512 KB  | 1000/2000 MHz                        | 12      | 62 W | 1,25-1,40 V | Socket AM2 | 23 maja 2006      | ADA3800IAA4CW |
| Athlon 64 3800+ (F3) | 2400 MHz      | 128/512 KB  | 1000/2000 MHz                        | 12      | 62 W | 1,25-1,40 V | Socket AM2 | 20 lutego 2007    | ADA3800IAA4DH |
| Athlon 64 4000+ (F3) | 2600 MHz      | 128/512 KB  | 1000/2000 MHz                        | 13      | 62 W | 1,25-1,40 V | Socket AM2 | 20 lutego 2007    | ADA4000IAA4DH |

#### "Orleans" (Energy Efficient Small Form Factor, 90nmSOI, F2)
Wszystkie modele wspierają: MMX, SSE, SSE2, SSE3, Enhanced 3DNow!, NX bit,
AMD64, Cool'n'Quiet, AMD Virtualization.
| Model (Rewizja)      | Częstotliwość | Cache L1/L2 | Częstotliwość HT nominalna/efektywna | Mnożnik | TDP  | Napięcie    | Gniazdo    | Data wprowadzenia | Oznaczenie    |
| -------------------- | ------------- | ----------- | ------------------------------------ | ------- | ---- | ----------- | ---------- | ----------------- | ------------- |
| Athlon 64 3500+ (F2) | 2200 MHz      | 128/512 KB  | 1000/2000 MHz                        | 11      | 35 W | 1,20/1,25 V | Socket AM2 | 23 maja 2006      | ADD3500IAA4CN |

#### "Lima" (Energy Efficient, 65nmSOI, G1)
Wszystkie modele wspierają: MMX, SSE, SSE2, SSE3, Enhanced 3DNow!, NX bit,
AMD64, Cool'n'Quiet, AMD Virtualization.
| Model (Rewizja)      | Częstotliwość | Cache L1/L2 | Częstotliwość HT nominalna/efektywna | Mnożnik | TDP  | Napięcie    | Gniazdo    | Data wprowadzenia | Oznaczenie    |
| -------------------- | ------------- | ----------- | ------------------------------------ | ------- | ---- | ----------- | ---------- | ----------------- | ------------- |
| Athlon 64 3500+ (G1) | 2200 MHz      | 128/512 KB  | 1000/2000 MHz                        | 11      | 45 W | 1,20-1,35 V | Socket AM2 | 20 lutego 2007    | ADH3500IAA4DE |
| Athlon 64 3800+ (G1) | 2400 MHz      | 128/512 KB  | 1000/2000 MHz                        | 12      | 45 W | 1,25-1,40 V | Socket AM2 | 20 lutego 2007    | ADH3800IAA4DE |
| Athlon 64 4000+ (G1) | 2600 MHz      | 128/512 KB  | 1000/2000 MHz                        | 13      | 45 W | 1,35/1,40 V | Socket AM2 | 20 lutego 2007    | ADH4000IAA4DE |

### Athlon 64 FX

#### "SledgeHammer" (130nmSOI, C0 i CG)
Wszystkie modele wspierają: MMX, SSE, SSE2, Enhanced 3DNow!, NX bit,
AMD64.
| Model (Rewizja)      | Częstotliwość | Cache L1/L2 | Częstotliwość HT nominalna/efektywna | Mnożnik | TDP  | Napięcie | Gniazdo    | Data wprowadzenia    | Oznaczenie    |
| -------------------- | ------------- | ----------- | ------------------------------------ | ------- | ---- | -------- | ---------- | -------------------- | ------------- |
| Athlon 64 FX-51 (C0) | 2200 MHz      | 128/1024 KB | 800/1600 MHz                         | 11      | 89 W | 1,50 V   | Socket 940 | 23 września 2003     | ADAFX51CEP5AK |
| Athlon 64 FX-51 (CG) | 2200 MHz      | 128/1024 KB | 800/1600 MHz                         | 11      | 89 W | 1,50 V   | Socket 940 | 23 września 2003     | ADAFX51CEP5AT |
| Athlon 64 FX-53 (CG) | 2400 MHz      | 128/1024 KB | 800/1600 MHz                         | 12      | 89 W | 1,50 V   | Socket 940 | 18 marca 2004        | ADAFX53CEP5AT |
| Athlon 64 FX-53 (CG) | 2600 MHz      | 128/1024 KB | 1000/2000 MHz                        | 13      | 89 W | 1,50 V   | Socket 940 | 11 października 2004 | ADAFX55CEP5AT |

#### "ClawHammer" (130nmSOI, CG)
Wszystkie modele wspierają: MMX, SSE, SSE2, Enhanced 3DNow!, NX bit,
AMD64, Cool'n'Quiet.
| Model (Rewizja)      | Częstotliwość | Cache L1/L2 | Częstotliwość HT nominalna/efektywna | Mnożnik | TDP   | Napięcie | Gniazdo    | Data wprowadzenia    | Oznaczenie    |
| -------------------- | ------------- | ----------- | ------------------------------------ | ------- | ----- | -------- | ---------- | -------------------- | ------------- |
| Athlon 64 FX-53 (CG) | 2400 MHz      | 128/1024 KB | 1000/2000 MHz                        | 12      | 89 W  | 1,50 V   | Socket 939 | 1 czerwca 2004       | ADAFX53DEP5AS |
| Athlon 64 FX-55 (CG) | 2600 MHz      | 128/1024 KB | 1000/2000 MHz                        | 13      | 104 W | 1,50 V   | Socket 939 | 10 października 2004 | ADAFX55DEI5AS |

#### "San Diego" (90nmSOI, E4)
Wszystkie modele wspierają: MMX, SSE, SSE2, SSE3, Enhanced 3DNow!, NX bit,
AMD64, Cool'n'Quiet.
| Model (Rewizja)      | Częstotliwość | Cache L1/L2 | Częstotliwość HT nominalna/efektywna | Mnożnik | TDP   | Napięcie    | Gniazdo    | Data wprowadzenia | Oznaczenie    |
| -------------------- | ------------- | ----------- | ------------------------------------ | ------- | ----- | ----------- | ---------- | ----------------- | ------------- |
| Athlon 64 FX-55 (E4) | 2600 MHz      | 128/1024 KB | 1000/2000 MHz                        | 13      | 104 W | 1,35-1,40 V | Socket 939 | 27 czerwca 2005   | ADAFX55DAA5BN |
| Athlon 64 FX-57 (E4) | 2800 MHz      | 128/1024 KB | 1000/2000 MHz                        | 14      | 104 W | 1,35-1,40 V | Socket 939 | 27 czerwca 2005   | ADAFX57DAA5BN |

## Dwurdzeniowe procesory typu desktop

### Athlon 64 X2

#### "Manchester" (90nmSOI, E4)
Wszystkie modele wspierają: MMX, SSE, SSE2, SSE3, Enhanced 3DNow!, NX bit, AMD64, Cool'n'Quiet.
| Model (Rewizja)         | Częstotliwość | Wielkość cache L1/L2 | Częstotliwość HT nominalna/efektywna | Mnożnik | TDP   | Napięcie    | Gniazdo    | Data wprowadzenia | Oznaczenie    |
| ----------------------- | ------------- | -------------------- | ------------------------------------ | ------- | ----- | ----------- | ---------- | ----------------- | ------------- |
| Athlon 64 X2 3600+ (E4) | 2000 MHz      | 2 x 128 2 × 256 KB   | 1000/2000 MHz                        | 10      | 89 W  | 1,35-1,40 V | Socket 939 |                   | ADA3600DAA4BV |
| Athlon 64 X2 3800+ (E4) | 2000 MHz      | 2 x 128 2 × 512 KB   | 1000/2000 MHz                        | 10      | 89 W  | 1,35-1,40 V | Socket 939 | 1 sierpnia 2005   | ADA3800DAA5BV |
| Athlon 64 X2 4200+ (E4) | 2200 MHz      | 2 x 128 2 × 512 KB   | 1000/2000 MHz                        | 11      | 89 W  | 1,35-1,40 V | Socket 939 | 31 maja 2005      | ADA4200DAA5BV |
| Athlon 64 X2 4600+ (E4) | 2400 MHz      | 2 x 128 2 × 512 KB   | 1000/2000 MHz                        | 12      | 110 W | 1,35-1,40 V | Socket 939 | 31 maja 2005      | ADA4600DAA5BV |

#### "Toledo" (90nmSOI, E6)
Wszystkie modele wspierają: MMX, SSE, SSE2, SSE3, Enhanced 3DNow!, NX bit, AMD64, Cool'n'Quiet.
| Model (Rewizja)         | Częstotliwość | Wielkość cache L1/L2 | Częstotliwość HT nominalna/efektywna | Mnożnik | TDP   | Napięcie    | Gniazdo    | Data wprowadzenia | Oznaczenie    |
| ----------------------- | ------------- | -------------------- | ------------------------------------ | ------- | ----- | ----------- | ---------- | ----------------- | ------------- |
| Athlon 64 X2 3800+ (E6) | 2000 MHz      | 2 x 128 2 × 512 KB   | 1000/2000 MHz                        | 10      | 89 W  | 1,30-1,35 V | Socket 939 | 1 kwietnia 2005   | ADA3800DAA5CD |
| Athlon 64 X2 4200+ (E6) | 2200 MHz      | 2 x 128 2 × 512 KB   | 1000 MHz                             | 11      | 89 W  | 1,30-1,35 V | Socket 939 | 31 maja 2005      | ADA4200DAA5CD |
| Athlon 64 X2 4400+ (E6) | 2200 MHz      | 2 x 128 2 × 1024 KB  | 1000 MHz                             | 11      | 110 W | 1,30-1,35 V | Socket 939 | 1 kwietnia 2005   | ADA4400DAA6CD |
| Athlon 64 X2 4400+ (E6) | 2200 MHz      | 2 x 128 2 × 1024 KB  | 1000 MHz                             | 11      | 89 W  | 1,30-1,35 V | Socket 939 | 31 maja 2005      | ADV4400DAA6CD |
| Athlon 64 X2 4600+ (E6) | 2400 MHz      | 2 x 128 2 × 512 KB   | 1000 MHz                             | 12      | 110 W | 1,30-1,35 V | Socket 939 | 31 maja 2005      | ADA4600DAA5CD |
| Athlon 64 X2 4800+ (E6) | 2400 MHz      | 2 x 128 2 × 1024 KB  | 1000 MHz                             | 12      | 110 W | 1,30-1,35 V | Socket 939 | 31 maja 2005      | ADA4800DAA6CD |

#### "Windsor" (90nmSOI, F2 i F3)
Wszystkie modele wspierają: MMX, SSE, SSE2, SSE3, Enhanced 3DNow!, NX bit, AMD64, Cool'n'Quiet, AMD Virtualization.
| Model (Rewizja)         | Częstotliwość | Wielkość cache L1/L2 | Częstotliwość HT nominalna/efektywna | Mnożnik | TDP   | Napięcie    | Gniazdo    | Data wprowadzenia | Oznaczenie    |
| ----------------------- | ------------- | -------------------- | ------------------------------------ | ------- | ----- | ----------- | ---------- | ----------------- | ------------- |
| Athlon 64 X2 3800+ (F2) | 2000 MHz      | 2 x 128 2 × 512 KB   | 1000 MHz                             | 10      | 89 W  | 1,30/1,35 V | Socket AM2 | 23 maja 2006      | ADA3800IAA5CU |
| Athlon 64 X2 4000+ (F2) | 2000 MHz      | 2 x 128 2 × 1024 KB  | 1000/2000 MHz                        | 10      | 89 W  | 1,30/1,35 V | Socket AM2 | 23 maja 2006      | ADA4000IAA6CS |
| Athlon 64 X2 4200+ (F2) | 2200 MHz      | 2 x 128 2 × 512 KB   | 1000/2000 MHz                        | 11      | 89 W  | 1,30/1,35 V | Socket AM2 | 23 maja 2006      | ADA4200IAA5CU |
| Athlon 64 X2 4400+ (F2) | 2200 MHz      | 2 x 128 2 × 1024 KB  | 1000/2000 MHz                        | 11      | 89 W  | 1,30/1,35 V | Socket AM2 | 23 maja 2006      | ADA4400IAA6CS |
| Athlon 64 X2 4600+ (F2) | 2400 MHz      | 2 x 128 2 × 512 KB   | 1000/2000 MHz                        | 12      | 89 W  | 1,30/1,35 V | Socket AM2 | 23 maja 2006      | ADA4600IAA5CU |
| Athlon 64 X2 4800+ (F2) | 2400 MHz      | 2 x 128 2 × 1024 KB  | 1000/2000 MHz                        | 12      | 89 W  | 1,30/1,35 V | Socket AM2 | 23 maja 2006      | ADA4800IAA6CS |
| Athlon 64 X2 5000+ (F2) | 2600 MHz      | 2 x 128 2 × 512 KB   | 1000/2000 MHz                        | 13      | 89 W  | 1,30/1,35 V | Socket AM2 | 23 maja 2006      | ADA5000IAA5CS |
| Athlon 64 X2 5200+ (F2) | 2600 MHz      | 2 x 128 2 × 1024 KB  | 1000/2000 MHz                        | 13      | 89 W  | 1,30/1,35 V | Socket AM2 | 6 września 2006   | ADA5200IAA6CS |
| Athlon 64 X2 5200+ (F3) | 2600 MHz      | 2 x 128 2 × 1024 KB  | 1000/2000 MHz                        | 13      | 89 W  | 1,30/1,35 V | Socket AM2 | 8 września 2006   | ADA5200IAA6CZ |
| Athlon 64 X2 5400+ (F3) | 2800 MHz      | 2 x 128 2 × 512 KB   | 1000/2000 MHz                        | 14      | 89 W  | 1,30/1,35 V | Socket AM2 | 12 grudnia 2006   | ADA5400IAA5CZ |
| Athlon 64 X2 5600+ (F3) | 2800 MHz      | 2 x 128 2 × 1024 KB  | 1000/2000 MHz                        | 14      | 89 W  | 1,30/1,35 V | Socket AM2 | 12 grudnia 2006   | ADA5600IAA6CZ |
| Athlon 64 X2 6000+ (F3) | 3000 MHz      | 2 x 128 2 × 1024 KB  | 1000/2000 MHz                        | 15      | 125 W | 1,35/1,40 V | Socket AM2 | 20 lutego 2007    | ADX6000IAA6CZ |
| Athlon 64 X2 6400+ (F3) | 3200 MHz      | 2 x 128 2 × 1024 KB  | 1000/2000 MHz                        | 16      | 125 W | 1,30/1,35 V | Socket AM2 | 20 sierpnia 2007  | ADA6400IAA6CZ |

#### "Windsor" (Energy Efficient, 90nmSOI, F2 i F3)
Wszystkie modele wspierają: MMX, SSE, SSE2, SSE3, Enhanced 3DNow!, NX bit, AMD64, Cool'n'Quiet, AMD Virtualization.
| Model (Rewizja)         | Częstotliwość | Wielkość cache L1/L2 | Częstotliwość HT nominalna/efektywna | Mnożnik | TDP  | Napięcie    | Gniazdo    | Data wprowadzenia | Oznaczenie    |
| ----------------------- | ------------- | -------------------- | ------------------------------------ | ------- | ---- | ----------- | ---------- | ----------------- | ------------- |
| Athlon 64 X2 3600+ (F2) | 2000 MHz      | 2 x 128 2 × 256 KB   | 1000/2000 MHz                        | 10      | 65 W | 1,20/1,25 V | Socket AM2 | 1 sierpnia 2006   | ADO3600IAA4CU |
| Athlon 64 X2 3800+ (F2) | 2000 MHz      | 2 x 128 2 × 512 KB   | 1000/2000 MHz                        | 10      | 65 W | 1,20/1,25 V | Socket AM2 | 23 maja 2006      | ADO3800IAA5CU |
| Athlon 64 X2 3800+ (F3) | 2000 MHz      | 2 x 128 2 × 512 KB   | 1000/2000 MHz                        | 10      | 65 W | 1,20/1,25 V | Socket AM2 | 20 lutego 2007    | ADO3800IAA5CZ |
| Athlon 64 X2 4000+ (F2) | 2000 MHz      | 2 x 128 2 × 1024 KB  | 1000/2000 MHz                        | 10      | 65 W | 1,20/1,25 V | Socket AM2 | 23 maja 2006      | ADO4000IAA6CS |
| Athlon 64 X2 4200+ (F2) | 2200 MHz      | 2 x 128 2 × 512 KB   | 1000/2000 MHz                        | 11      | 65 W | 1,20/1,25 V | Socket AM2 | 23 maja 2006      | ADO4200IAA5CU |
| Athlon 64 X2 4400+ (F2) | 2200 MHz      | 2 x 128 2 × 1024 KB  | 1000/2000 MHz                        | 11      | 65 W | 1,20/1,25 V | Socket AM2 | 23 maja 2006      | ADO4400IAA6CS |
| Athlon 64 X2 4600+ (F2) | 2400 MHz      | 2 x 128 2 × 512 KB   | 1000/2000 MHz                        | 12      | 65 W | 1,20/1,25 V | Socket AM2 | 23 maja 2006      | ADO4600IAA5CS |
| Athlon 64 X2 4600+ (F3) | 2400 MHz      | 2 x 128 2 × 512 KB   | 1000/2000 MHz                        | 12      | 65 W | 1,20/1,25 V | Socket AM2 | 20 lutego 2007    | ADO4600IAA5CZ |
| Athlon 64 X2 4800+ (F2) | 2400 MHz      | 2 x 128 2 × 1024 KB  | 1000/2000 MHz                        | 12      | 65 W | 1,20/1,25 V | Socket AM2 | 23 maja 2006      | ADO4800IAA6CS |
| Athlon 64 X2 5000+ (F3) | 2600 MHz      | 2 x 128 2 × 512 KB   | 1000/2000 MHz                        | 13      | 65 W | 1,20/1,25 V | Socket AM2 | 20 lutego 2007    | ADO5000IAA5CZ |
| Athlon 64 X2 5200+ (F3) | 2600 MHz      | 2 x 128 2 × 1024 KB  | 1000/2000 MHz                        | 13      | 65 W | 1,20/1,25 V | Socket AM2 | 20 lutego 2007    | ADO5200IAA6CZ |

#### "Windsor" (Energy Efficient Small Form Factor, 90nmSOI, F2)
Wszystkie modele wspierają: MMX, SSE, SSE2, SSE3, Enhanced 3DNow!, NX bit, AMD64, Cool'n'Quiet, AMD Virtualization.
| Model (Rewizja)         | Częstotliwość | Wielkość cache L1/L2 | Częstotliwość HT nominalna/efektywna | Mnożnik | TDP  | Napięcie      | Gniazdo    | Data wprowadzenia | Oznaczenie    |
| ----------------------- | ------------- | -------------------- | ------------------------------------ | ------- | ---- | ------------- | ---------- | ----------------- | ------------- |
| Athlon 64 X2 3800+ (F2) | 2000 MHz      | 2 x 128 2 × 512 KB   | 1000/2000 MHz                        | 10      | 35 W | 1,025/1,075 V | Socket AM2 | 23 maja 2006      | ADD3800IAT5CU |

#### "Brisbane" (Energy Efficient, 65nmSOI, G1)
Wszystkie modele wspierają: MMX, SSE, SSE2, SSE3, Enhanced 3DNow!, NX bit, AMD64, Cool'n'Quiet, AMD Virtualization.
| Model (Rewizja)         | Częstotliwość | Wielkość cache L1/L2 | Częstotliwość HT nominalna/efektywna | Mnożnik | TDP  | Napięcie    | Gniazdo    | Data wprowadzenia | Oznaczenie    |
| ----------------------- | ------------- | -------------------- | ------------------------------------ | ------- | ---- | ----------- | ---------- | ----------------- | ------------- |
| Athlon 64 X2 3600+ (G1) | 1900 MHz      | 2 x 128 2 × 256 KB   | 1000/2000 MHz                        | 9,5     | 65 W | 1,25V/1,35V | Socket AM2 | Styczeń 2007      | ADO3600IAA5DO |
| Athlon 64 X2 4000+ (G1) | 2100 MHz      | 2 x 128 2 × 512 KB   | 1000/2000 MHz                        | 10,5    | 65 W | 1,25V/1,35V | Socket AM2 | 5 grudnia 2006    | ADO4000IAA5DO |
| Athlon 64 X2 4400+ (G1) | 2300 MHz      | 2 x 128 2 × 512 KB   | 1000/2000 MHz                        | 11,5    | 65 W | 1,25V/1,35V | Socket AM2 | 5 grudnia 2006    | ADO4400IAA5DO |
| Athlon 64 X2 4800+ (G1) | 2500 MHz      | 2 x 128 2 × 512 KB   | 1000/2000 MHz                        | 12,5    | 65 W | 1,25V/1,35V | Socket AM2 | 5 grudnia 2006    | ADO4800IAA5DO |
| Athlon 64 X2 5000+ (G1) | 2600 MHz      | 2 x 128 2 × 512 KB   | 1000/2000 MHz                        | 13      | 65 W | 1,25V/1,35V | Socket AM2 | 5 grudnia 2006    | ADO5000IAA5DO |

### Athlon X2

#### "Brisbane" (Energy Efficient, 65nmSOI, G1)
Wszystkie modele wspierają: MMX, SSE, SSE2, SSE3, Enhanced 3DNow!, NX bit, AMD64, Cool'n'Quiet, AMD Virtualization.
| Model (Rewizja)        | Częstotliwość | Wielkość cache L1/L2 | Częstotliwość HT nominalna/efektywna | Mnożnik | TDP  | Napięcie | Gniazdo    | Data wprowadzenia | Oznaczenie    |
| ---------------------- | ------------- | -------------------- | ------------------------------------ | ------- | ---- | -------- | ---------- | ----------------- | ------------- |
| Athlon X2 BE-2300 (G1) | 1900 MHz      | 2 x 128 2 × 512 KB   | 1000/2000 MHz                        | 9.5     | 45 W | 1,25 V   | Socket AM2 | 5 czerwca 2007    | ADH2300IAA5DD |
| Athlon X2 BE-2350 (G1) | 2100 MHz      | 2 x 128 2 × 512 KB   | 1000/2000 MHz                        | 10.5    | 45 W | 1,25 V   | Socket AM2 | 5 czerwca 2007    | ADH2350IAA5DD |

### Athlon 64 FX

#### "Toledo" (90nmSOI, E6)
Wszystkie modele wspierają: MMX, SSE, SSE2, SSE3, Enhanced 3DNow!, NX bit, AMD64, Cool'n'Quiet.
| Model (Rewizja)      | Częstotliwość | Wielkość cache L1/L2 | Częstotliwość HT nominalna/efektywna | Mnożnik | TDP   | Napięcie    | Gniazdo    | Data wprowadzenia | Oznaczenie    |
| -------------------- | ------------- | -------------------- | ------------------------------------ | ------- | ----- | ----------- | ---------- | ----------------- | ------------- |
| Athlon 64 FX-60 (E6) | 2600 MHz      | 2 x 128 2 × 1024 KB  | 1000/2000 MHz                        | 13      | 110 W | 1,35-1,40 V | Socket 939 | 9 stycznia 2006   | ADAFX60DAA6CD |

#### "Windsor" (90nmSOI, F2)
Wszystkie modele wspierają: MMX, SSE, SSE2, SSE3, Enhanced 3DNow!, NX bit, AMD64, Cool'n'Quiet, AMD Virtualization.
| Model (Rewizja)      | Częstotliwość | Wielkość cache L1/L2 | Częstotliwość HT nominalna/efektywna | Mnożnik | TDP   | Napięcie    | Gniazdo    | Data wprowadzenia | Oznaczenie    |
| -------------------- | ------------- | -------------------- | ------------------------------------ | ------- | ----- | ----------- | ---------- | ----------------- | ------------- |
| Athlon 64 FX-62 (F2) | 2800 MHz      | 2 x 128 2 × 1024 KB  | 1000/2000 MHz                        | 14      | 125 W | 1,35/1,40 V | Socket AM2 | 23 maja 2006      | ADAFX62IAA6CS |

#### "Windsor" (Quad FX platform, 90nmSOI, F3)
Wszystkie modele montowane parami wspierające: MMX, SSE, SSE2, SSE3, Enhanced 3DNow!, NX bit, AMD64, Cool'n'Quiet, AMD Virtualization.
| Model (Rewizja)      | Częstotliwość | Wielkość cache L1/L2 | Częstotliwość HT nominalna/efektywna | Mnożnik | TDP   | Napięcie    | Gniazdo            | Data wprowadzenia | Oznaczenie    |
| -------------------- | ------------- | -------------------- | ------------------------------------ | ------- | ----- | ----------- | ------------------ | ----------------- | ------------- |
| Athlon 64 FX-70 (F3) | 2600 MHz      | 2 x 128 2 × 1024 KB  | 1000/2000 MHz                        | 13      | 125 W | 1,35/1,40 V | Socket F (1207 FX) | 30 listopada 2006 | ADAFX70GAA6DI |
| Athlon 64 FX-72 (F3) | 2800 MHz      | 2 x 128 2 × 1024 KB  | 1000/2000 MHz                        | 14      | 125 W | 1,35/1,40 V | Socket F (1207 FX) | 30 listopada 2006 | ADAFX72GAA6DI |
| Athlon 64 FX-74 (F3) | 3000 MHz      | 2 x 128 2 × 1024 KB  | 1000/2000 MHz                        | 15      | 125 W | 1,35/1,40 V | Socket F (1207 FX) | 30 listopada 2006 | ADAFX74GAA6DI |

## Procesory mobilne

### Mobile Athlon 64

#### "ClawHammer" (Desktop, 130nmSOI, C0 i CG)
Wszystkie modele wspierają: MMX, SSE, SSE2, Enhanced 3DNow!, NX bit, AMD64, PowerNow!.
| Model (Rewizja)             | Częstotliwość | Cache L1/L2 | Częstotliwość HT nominalna/efektywna | Mnożnik | Napięcie | TDP       | Gniazdo    | Oznaczenie    |
| --------------------------- | ------------- | ----------- | ------------------------------------ | ------- | -------- | --------- | ---------- | ------------- |
| Mobile Athlon 64 2700+ (C0) | 1600 MHz      | 128/512 KB  | 800/1600 MHz                         | 8       | 1,50 V   | 19-81,5 W | Socket 754 | AMA2700BEY4AP |
| Mobile Athlon 64 2800+ (C0) | 1600 MHz      | 128/1024 KB | 800/1600 MHz                         | 8       | 1,50 V   | 19-81,5 W | Socket 754 | AMA2800BEX5AP |
| Mobile Athlon 64 2800+ (CG) | 1600 MHz      | 128/1024 KB | 800/1600 MHz                         | 8       | 1,50 V   | 19-81,5 W | Socket 754 | AMA2800BEX5AR |
| Mobile Athlon 64 3000+ (C0) | 1800 MHz      | 128/1024 KB | 800/1600 MHz                         | 9       | 1,50 V   | 19-81,5 W | Socket 754 | AMA3000BEX5AP |
| Mobile Athlon 64 3000+ (CG) | 1800 MHz      | 128/1024 KB | 800/1600 MHz                         | 9       | 1,50 V   | 19-81,5 W | Socket 754 | AMA3000BEX5AR |
| Mobile Athlon 64 3200+ (C0) | 2000 MHz      | 128/1024 KB | 800/1600 MHz                         | 10      | 1,50 V   | 19-81,5 W | Socket 754 | AMA3200BEX5AP |
| Mobile Athlon 64 3200+ (CG) | 2000 MHz      | 128/1024 KB | 800/1600 MHz                         | 10      | 1,50 V   | 19-81,5 W | Socket 754 | AMA3200BEX5AR |
| Mobile Athlon 64 3400+ (C0) | 2200 MHz      | 128/1024 KB | 800/1600 MHz                         | 11      | 1,50 V   | 19-81,5 W | Socket 754 | AMA3400BEX5AP |
| Mobile Athlon 64 3400+ (CG) | 2200 MHz      | 128/1024 KB | 800/1600 MHz                         | 11      | 1,50 V   | 19-81,5 W | Socket 754 | AMA3400BEX5AR |
| Mobile Athlon 64 3700+ (C0) | 2400 MHz      | 128/1024 KB | 800/1600 MHz                         | 12      | 1,50 V   | 19-81,5 W | Socket 754 | AMA3700BEX5AP |
| Mobile Athlon 64 3700+ (CG) | 2400 MHz      | 128/1024 KB | 800/1600 MHz                         | 12      | 1,50 V   | 19-81,5 W | Socket 754 | AMA3700BEX5AR |

#### "ClawHammer" (130nmSOI, C0 i CG)
Wszystkie modele wspierają MMX, SSE, SSE2, Enhanced 3DNow!, NX bit, AMD64, PowerNow!.
| Model (Rewizja)             | Częstotliwość | Cache L1/L2 | Częstotliwość HT nominalna/efektywna | Mnożnik | Napięcie | TDP  | Gniazdo    | Oznaczenie    |
| --------------------------- | ------------- | ----------- | ------------------------------------ | ------- | -------- | ---- | ---------- | ------------- |
| Mobile Athlon 64 2800+ (C0) | 1600 MHz      | 128/1024 KB | 800/1600 MHz                         | 8       | 1,40 V   | 62 W | Socket 754 | AMN2800BIX5AP |
| Mobile Athlon 64 2800+ (CG) | 1600 MHz      | 128/1024 KB | 800/1600 MHz                         | 8       | 1,40 V   | 62 W | Socket 754 | AMN2800BIX5AR |
| Mobile Athlon 64 3000+ (C0) | 1800 MHz      | 128/1024 KB | 800/1600 MHz                         | 9       | 1,40 V   | 62 W | Socket 754 | AMN3000BIX5AP |
| Mobile Athlon 64 3000+ (CG) | 1800 MHz      | 128/1024 KB | 800/1600 MHz                         | 9       | 1,40 V   | 62 W | Socket 754 | AMN3000BIX5AR |
| Mobile Athlon 64 3200+ (C0) | 2000 MHz      | 128/1024 KB | 800/1600 MHz                         | 10      | 1,40 V   | 62 W | Socket 754 | AMN3200BIX5AP |
| Mobile Athlon 64 3200+ (CG) | 2000 MHz      | 128/1024 KB | 800/1600 MHz                         | 10      | 1,40 V   | 62 W | Socket 754 | AMN3200BIX5AR |
| Mobile Athlon 64 3400+ (CG) | 2200 MHz      | 128/1024 KB | 800/1600 MHz                         | 11      | 1,40 V   | 62 W | Socket 754 | AMN3400BIX5AR |

#### "ClawHammer" (130nmSOI, CG)
Wszystkie modele wspierają: MMX, SSE, SSE2, Enhanced 3DNow!, NX bit, AMD64, PowerNow!.
| Model (Rewizja)             | Częstotliwość | Cache L1/L2 | Częstotliwość HT nominalna/efektywna | Mnożnik | Napięcie | TDP  | Gniazdo    | Oznaczenie    |
| --------------------------- | ------------- | ----------- | ------------------------------------ | ------- | -------- | ---- | ---------- | ------------- |
| Mobile Athlon 64 2700+ (CG) | 1800 MHz      | 128/256 KB  | 800/1600 MHz                         | 8       | 1,20 V   | 35 W | Socket 754 | AMD2700BQX4AR |

#### "Odessa" (Desktop, 130nmSOI, CG)
Wszystkie modele wspierają: MMX, SSE, SSE2, Enhanced 3DNow!, NX bit, AMD64 (AMD's x86-64 implementation), PowerNow!.
| Model (Rewizja)             | Częstotliwość | Cache L1/L2 | Częstotliwość HT nominalna/efektywna | Mnożnik | Napięcie | TDP       | Gniazdo    | Oznaczenie    |
| --------------------------- | ------------- | ----------- | ------------------------------------ | ------- | -------- | --------- | ---------- | ------------- |
| Mobile Athlon 64 2800+ (CG) | 1600 MHz      | 128/512 KB  | 800/1600 MHz                         | 8       | 1,50 V   | 19-81,5 W | Socket 754 | AMA2800BEX4AX |

#### "Odessa" (130nmSOI, CG)
Wszystkie modele wspierają: MMX, SSE, SSE2, Enhanced 3DNow!, NX bit, AMD64, PowerNow!.
| Model (Rewizja)             | Częstotliwość | Cache L1/L2 | Częstotliwość HT nominalna/efektywna | Mnożnik | Napięcie | TDP  | Gniazdo    | Oznaczenie    |
| --------------------------- | ------------- | ----------- | ------------------------------------ | ------- | -------- | ---- | ---------- | ------------- |
| Mobile Athlon 64 2700+ (CG) | 1600 MHz      | 128/512 KB  | 800/1600 MHz                         | 8       | 1,20 V   | 35 W | Socket 754 | AMD2700BQX4AX |
| Mobile Athlon 64 2800+ (CG) | 1800 MHz      | 128/512 KB  | 800/1600 MHz                         | 9       | 1,20 V   | 35 W | Socket 754 | AMD2800BQX4AX |
| Mobile Athlon 64 3000+ (CG) | 2000 MHz      | 128/512 KB  | 800/1600 MHz                         | 10      | 1,20 V   | 35 W | Socket 754 | AMD3000BQX4AX |

#### "Oakville" (90nmSOI, D0)
Wszystkie modele wspierają: MMX, SSE, SSE2, Enhanced 3DNow!, NX bit, AMD64, PowerNow!.
| Model (Rewizja)             | Częstotliwość | Cache L1/L2 | Częstotliwość HT nominalna/efektywna | Mnożnik | Napięcie | TDP  | Gniazdo    | Data wprowadzenia | Oznaczenie    |
| --------------------------- | ------------- | ----------- | ------------------------------------ | ------- | -------- | ---- | ---------- | ----------------- | ------------- |
| Mobile Athlon 64 2700+ (D0) | 1600 MHz      | 128/512 KB  | 800/1600 MHz                         | 8       | 1,35 V   | 35 W | Socket 754 | 17 kwietnia 2004  | AMD2700BKX4LB |
| Mobile Athlon 64 2800+ (D0) | 1800 MHz      | 128/512 KB  | 800/1600 MHz                         | 9       | 1,35 V   | 35 W | Socket 754 | 17 kwietnia 2004  | AMD2800BKX4LB |
| Mobile Athlon 64 3000+ (D0) | 2000 MHz      | 128/512 KB  | 800/1600 MHz                         | 10      | 1,35 V   | 35 W | Socket 754 | 17 kwietnia 2004  | AMD3000BKX4LB |

#### "Newark" (90nmSOI, SH-E5)
Wszystkie modele wspierają: MMX, SSE, SSE2, Enhanced 3DNow!, NX bit, AMD64, PowerNow!.
| Model (Rewizja)                | Częstotliwość | Cache L1/L2 | Częstotliwość HT nominalna/efektywna | Mnożnik | Napięcie | TDP  | Gniazdo    | Data wprowadzenia | Oznaczenie    |
| ------------------------------ | ------------- | ----------- | ------------------------------------ | ------- | -------- | ---- | ---------- | ----------------- | ------------- |
| Mobile Athlon 64 3000+ (SH-E5) | 1800 MHz      | 128/1024 KB | 800/1600 MHz                         | 9       | 1,35 V   | 62 W | Socket 754 | 14 kwietnia 2005  | AMN3000BKX5BU |
| Mobile Athlon 64 3200+ (SH-E5) | 2000 MHz      | 128/1024 KB | 800/1600 MHz                         | 10      | 1,35 V   | 62 W | Socket 754 | 14 kwietnia 2005  | AMN3200BKX5BU |
| Mobile Athlon 64 3400+ (SH-E5) | 2200 MHz      | 128/1024 KB | 800/1600 MHz                         | 11      | 1,35 V   | 62 W | Socket 754 | 14 kwietnia 2005  | AMN3400BKX5BU |
| Mobile Athlon 64 3700+ (SH-E5) | 2400 MHz      | 128/1024 KB | 800/1600 MHz                         | 12      | 1,35 V   | 62 W | Socket 754 | 14 kwietnia 2005  | AMN3700BKX5BU |
| Mobile Athlon 64 4000+ (SH-E5) | 2600 MHz      | 128/1024 KB | 800/1600 MHz                         | 13      | 1,35 V   | 62 W | Socket 754 | 16 sierpnia 2005  | AMN4000BKX5BU |